# Karel Maria Bourbonský
Karel Maria Bourbonský, vévoda z Madridu (španělsky Carlos María de los Dolores Juan Isidro José Francisco Quirico Antonio Miguel Gabriel Rafael; 30. března 1848, Lublaň – 18. července 1909, Varese) byl španělský šlechtic a politik, od roku 1887 až do své smrti hlava rodu Bourbonů. Byl od roku 1868 pod jménem Carlos VII. karlistickým uchazečem o španělský trůn (jeho otec se tehdy tohoto nároku vzdal) a pod jménem Charles XI. legitimistickým nápadníkem trůnu francouzského po smrti svého otce v roce 1887.

## Život

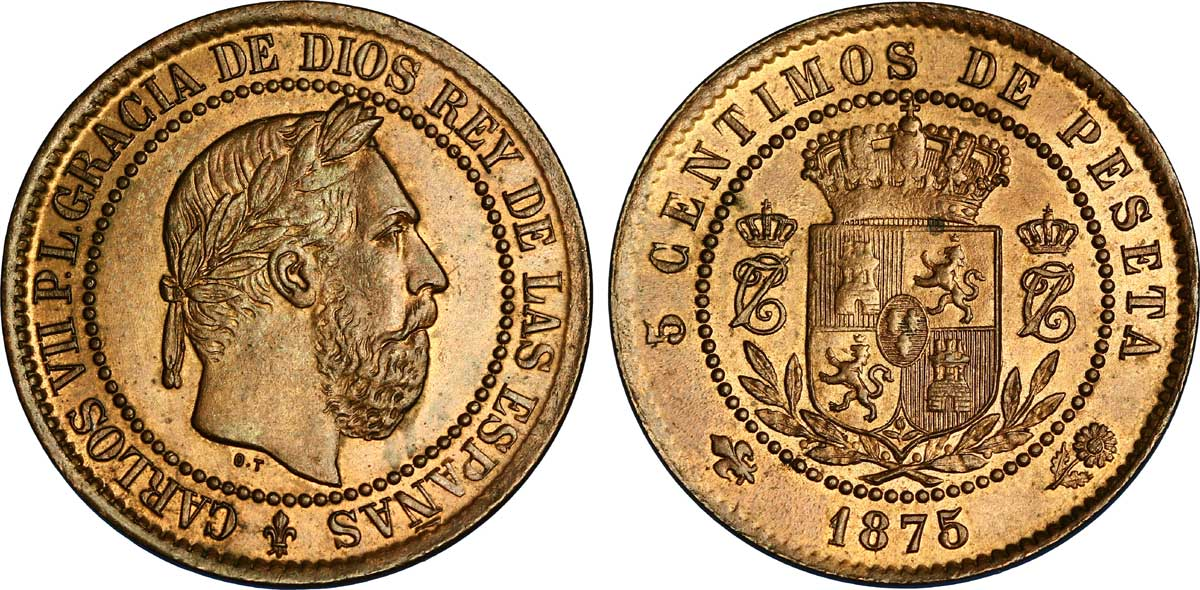
Mince Carlose VII.

Karel Maria se narodil v Lublani, hlavním městě Kraňska v dnešním Slovinsku, jako prvorozený syn Jana, hraběte z Montizónu, a jeho manželky arcivévodkyně Marie Beatrix d'Este. Jako dítě žil krátce se svou rodinou v Londýně, kde se narodil jeho mladší bratr Alfons. Poté, co jejich otec, považovaný karlisty za příliš liberálního, opustil jeho matku, žili s ní chlapci v Modeně. Její bratr vévoda František V. Modenský byl z velké části odpovědný za vzdělávání chlapců a měl na ně hlavní vliv v jejich dětství. Karel Maria byl znám svými tradicionalistickými názory, hodně odlišnými od názorů jeho otce.
Karel Maria se 4. února 1867 ve Frohsdorfu v Rakousku oženil s princeznou Markétou, dcerou vévody Karla III. Parmského a jeho manželky Luisy Marie Terezie z Artois. Pár měl pět dětí:
- infantka Blanka Bourbonsko-Kastilská (1868–1949) si v roce 1889 vzala arcivévodu Leopolda Salvátora Rakousko-Toskánského, měli děti
- Jaime, vévoda z Madridu (1870–1931)
- infantka Elvíra Španělská (1871–1929) zemřela svobodná, ale s nelegitimním dítětem
- infantka Beatrice Španělská (1874–1961) si v roce 1892 vzala prince Fabrizia Massimo di Roviano (jeho matkou byla Francesca di Paola, dcera princezny Marie Karolíny Neapolsko-Sicilské a jejího druhého manžela)
- infantka Alice Španělská (1876–1975) se provdala dvakrát: v roce 1897 se jejím manželem stal Friedrich, kníže von Schönburg-Waldenburg, s ním měli děti a rozvedli se v roce 1903; pak v roce 1906 se druhým manželem stal Lino del Prete, též měli potomstvo.

## Válka
Karel Maria organizoval a vedl třetí karlistickou válku. V letech 1872 až 1876 ovládal značnou část Španělska a měl podobnou legitimitu jako prezidenti první republiky.

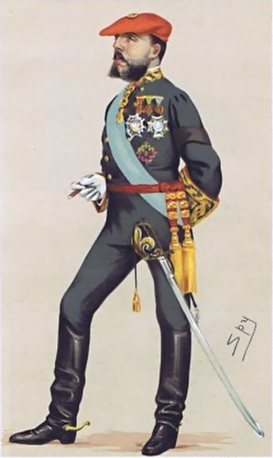
Carlos VII., faktický španělský král

V lednu 1893 zemřela Karlova manželka Markéta. Příštího roku se rozhodl znovu se oženit. Konzultoval to se svou matkou, která navrhla dvě možnosti: princeznu Terezii z Lichtenštejna (dceru knížete Alfréda z Lichtenštejna) a princeznu Marii Bertu Rohanovou (dceru prince Arthura Rohana). Poté, co se Karel Maria setkal s oběma dámami, rozhodl se pro druhou a požádal ji o ruku. Dne 28. dubna 1894 sezdal Karla a Bertu kardinál Schönborn ve své soukromé kapli v Praze. Berta byla dominantní osobnost, takže manželství bylo mezi karlisty velmi nepopulární. „Všichni autoři se shodují, že toto druhé manželství bylo katastrofální, a to nejen pro rodinu Dona Carlose a pro něho [Karla] samotného, ale také pro stranu [karlisty].“
Karel Maria zemřel ve Varese v roce 1909. Je pohřben v katedrále San Giusto v Terstu. Nárok na španělský a francouzský trůn zdědil jeho syn Jaime.

## Vývod z předků
|                          |                                      |  |                               |                                      |  |  |  |  |  |  |  | Karel III. Španělský |
|                          |                                      |  |                               |                                      |  |  |  |  |  |  |  |                      |
|                          | Karel IV. Španělský                  |  |                               |                                      |  |  |  |  |  |  |  |                      |
|                          |                                      |  |                               |                                      |  |  |  |  |  |  |  |                      |
|                          |                                      |  |                               | Marie Amálie Saská                   |  |  |  |  |  |  |  |                      |
|                          |                                      |  |                               |                                      |  |  |  |  |  |  |  |                      |
|                          | Karel Maria Isidor Bourbonský        |  |                               |                                      |  |  |  |  |  |  |  |                      |
|                          |                                      |  |                               |                                      |  |  |  |  |  |  |  |                      |
|                          |                                      |  |                               | Filip Parmský                        |  |  |  |  |  |  |  |                      |
|                          |                                      |  |                               |                                      |  |  |  |  |  |  |  |                      |
|                          | Marie Luisa Parmská                  |  |                               |                                      |  |  |  |  |  |  |  |                      |
|                          |                                      |  |                               |                                      |  |  |  |  |  |  |  |                      |
|                          |                                      |  |                               | Luisa Alžběta Francouzská            |  |  |  |  |  |  |  |                      |
|                          |                                      |  |                               |                                      |  |  |  |  |  |  |  |                      |
|                          | Jan Bourbonsko-Braganzský            |  |                               |                                      |  |  |  |  |  |  |  |                      |
|                          |                                      |  |                               |                                      |  |  |  |  |  |  |  |                      |
|                          |                                      |  |                               | Petr III. Portugalský                |  |  |  |  |  |  |  |                      |
|                          |                                      |  |                               |                                      |  |  |  |  |  |  |  |                      |
|                          | Jan VI. Portugalský                  |  |                               |                                      |  |  |  |  |  |  |  |                      |
|                          |                                      |  |                               |                                      |  |  |  |  |  |  |  |                      |
|                          |                                      |  |                               | Marie I. Portugalská                 |  |  |  |  |  |  |  |                      |
|                          |                                      |  |                               |                                      |  |  |  |  |  |  |  |                      |
|                          | Marie Františka Portugalská          |  |                               |                                      |  |  |  |  |  |  |  |                      |
|                          |                                      |  |                               |                                      |  |  |  |  |  |  |  |                      |
|                          |                                      |  |                               | Karel IV. Španělský                  |  |  |  |  |  |  |  |                      |
|                          |                                      |  |                               |                                      |  |  |  |  |  |  |  |                      |
|                          | Šarlota Španělská                    |  |                               |                                      |  |  |  |  |  |  |  |                      |
|                          |                                      |  |                               |                                      |  |  |  |  |  |  |  |                      |
|                          |                                      |  |                               | Marie Luisa Parmská                  |  |  |  |  |  |  |  |                      |
|                          |                                      |  |                               |                                      |  |  |  |  |  |  |  |                      |
| 'Karel Maria Bourbonský' |                                      |  |                               |                                      |  |  |  |  |  |  |  |                      |
|                          |                                      |  |                               |                                      |  |  |  |  |  |  |  |                      |
|                          |                                      |  | František I. Štěpán Lotrinský |                                      |  |  |  |  |  |  |  |                      |
|                          |                                      |  |                               |                                      |  |  |  |  |  |  |  |                      |
|                          | Ferdinand Karel Habsbursko-Lotrinský |  |                               |                                      |  |  |  |  |  |  |  |                      |
|                          |                                      |  |                               |                                      |  |  |  |  |  |  |  |                      |
|                          |                                      |  |                               | Marie Terezie                        |  |  |  |  |  |  |  |                      |
|                          |                                      |  |                               |                                      |  |  |  |  |  |  |  |                      |
|                          | František IV. Modenský               |  |                               |                                      |  |  |  |  |  |  |  |                      |
|                          |                                      |  |                               |                                      |  |  |  |  |  |  |  |                      |
|                          |                                      |  |                               | Ercole III. d'Este                   |  |  |  |  |  |  |  |                      |
|                          |                                      |  |                               |                                      |  |  |  |  |  |  |  |                      |
|                          | Marie Beatrice d'Este                |  |                               |                                      |  |  |  |  |  |  |  |                      |
|                          |                                      |  |                               |                                      |  |  |  |  |  |  |  |                      |
|                          |                                      |  |                               | Marie Tereza Cybo-Malaspina          |  |  |  |  |  |  |  |                      |
|                          |                                      |  |                               |                                      |  |  |  |  |  |  |  |                      |
|                          | Marie Beatrix Rakouská-d'Este        |  |                               |                                      |  |  |  |  |  |  |  |                      |
|                          |                                      |  |                               |                                      |  |  |  |  |  |  |  |                      |
|                          |                                      |  |                               | Viktor Amadeus III. Sardinský        |  |  |  |  |  |  |  |                      |
|                          |                                      |  |                               |                                      |  |  |  |  |  |  |  |                      |
|                          | Viktor Emanuel I. Sardinský          |  |                               |                                      |  |  |  |  |  |  |  |                      |
|                          |                                      |  |                               |                                      |  |  |  |  |  |  |  |                      |
|                          |                                      |  |                               | Marie Antonie Španělská              |  |  |  |  |  |  |  |                      |
|                          |                                      |  |                               |                                      |  |  |  |  |  |  |  |                      |
|                          | Marie Beatrice Savojská              |  |                               |                                      |  |  |  |  |  |  |  |                      |
|                          |                                      |  |                               |                                      |  |  |  |  |  |  |  |                      |
|                          |                                      |  |                               | Ferdinand Karel Habsbursko-Lotrinský |  |  |  |  |  |  |  |                      |
|                          |                                      |  |                               |                                      |  |  |  |  |  |  |  |                      |
|                          | Marie Tereza Rakouská-Este           |  |                               |                                      |  |  |  |  |  |  |  |                      |
|                          |                                      |  |                               |                                      |  |  |  |  |  |  |  |                      |
|                          |                                      |  |                               | Marie Beatrice d'Este                |  |  |  |  |  |  |  |                      |
|                          |                                      |  |                               |                                      |  |  |  |  |  |  |  |                      |